# 鸣鹤拳
鸣鹤拳是白鶴門的一个派别。多用掌(箭法)，注重发声，如鹤鸣叫，以气催力。

## 起源
鸣鹤拳源于白鹤仙师方七娘的白鹤門拳法。泉州府永春曾四乃方七娘嫡传弟子，幸得方七娘亲身教诲，悉得白鹤門內鶴法真传。曾四继传子侄，授徒郑、林、蔡、邱、吴、许、康、周、颜、张、李等，传称“二十八英俊”，皆为一代名宿，而“唯有郑礼叔得十分拳法传教分为上、中、下拳法流传后代”，此乃鸣鹤拳始祖（注：白鹤門各分支流派中，唯有鸣鹤拳传承上、中、下拳法及完整套路，此乃有力的佐证，而鸣鹤拳传统的套路有：八步连、中框（中欗）、柔箭、七景、则是方七娘鹤拳的活化石）。

## 流传
清道光年间，郑礼叔嫡传弟子福州鸣鹤拳世祖林世咸（人称泉州仔）游玩福州义序高庵堂，以鸣鹤拳神技折服本寺少林罗汉拳高僧，通过拳术切磋终成挚友。高僧之徒，盘屿林达崇（后人称潘屿八）目睹二人较技全过程，对鸣鹤拳神技惊讶不已，在奉送林世咸回泉州途中跪地恳留到盘屿赐教，由此盘屿成为福州鸣鹤拳的发源地而闻名海内外。
潘屿八师，勤功苦练，尽得鸣鹤拳之妙法，并精于本门器械。为不忘师恩，将高僧所授少林罗汉拳中二十八星宿招式各取一式开创二十八宿套路，刻意安排在第二套路演练，因此，白鹤門各分支流派中唯有鸣鹤拳中有二十八宿套路，传统鸣鹤拳中的两个“唯有”乃先祖尊师敬道的千古丰碑，历代宗师传承下的不止是鸣鹤拳神技，更有高尚的武德，让后人赞叹不已。潘屿八师徒甚众，名宿云集，其中最著名、最杰出，影响鸣鹤拳提高和发展的是一代宗师谢崇祥（谢如如，人称如师，长乐县岱边人），如师独一无二的“单基单箭，双基双箭”的绝顶武功使他成为当时威名显赫的著名拳师。他徒众遍及八闽城乡，如师授徒很有见地，因人而异，因势利导挖掘授徒自身的特点发挥其特长，成为各具特技的一流高手。如：
- 萧铄德因擅长纵身，朝力（借力反弹之力）后发制人，手法细腻灵巧而著称。
- 陈宝菁（二俤师）全面传承白鹤拳本门器械，刀、枪、剑、棍、锄、钩、鞭、凳，无不精妙为鸣鹤拳中绝无仅有的一脉。
- 林贞兰，人高马大犹如洋人（人称番仔师），但出手却似春雨无声，突发如雷劈，出招直截了当防不胜防，让人望而却步。
- 陈世鼎（麻伙师）快手如电，身势如浑元抱球滚动，堪称一绝。
- 吴福官，功力雄厚，犹如铜身铁骨，真是落地身根，铁肢扫地，所向披靡。
- 更有王仕庵，萧和尚等神技高手。而东瀛弟子东恩纳宽量则以勇猛、刚强、柔韧相济成为日本刚柔流空手道的中兴之祖。

鸣鹤拳的传人，在国际武术界深有影响的有：国际武术大师、武学博士、马来西亚黄氏太极创立人黄性贤先生，黄大师融鸣鹤拳与太极拳于一体，独创黄氏太极拳，乃鸣鹤拳的一大发展。还有：原福建省武术协会委员、原福建省武术协会鸣鹤拳研究会创始人会长、原福州市武术馆副馆长余宝炎先生。余老先生融中华医学与鸣鹤拳传统武术于一体创立,形成了独具特色的余韵鸣鹤拳，使习武者强身健体，祛病益寿，福泽世人，并以八九十岁高龄，多次代表鸣鹤拳研究会参加福建武术代表团到日本，新加坡等国交流表演、讲学。
鸣鹤拳传人中名宿甚众，潘家乾、余知行、李应坚、陈柄玉、林天水、林科题、蔡学务、陈依角、林来来、陈修、潘兆金等均为佼佼者，其余各支不一一详述。

## 余宝炎
余宝炎（1908年11月20日-2002年），鹤拳宗师，鸣鹤拳研究会会长，福建省武术协会委员。遗训：“士俗安能担宇宙，学优致仕出真知。”

### 生平
- 清光绪三十三年（1908年11月20日戊申年）出生于福州水部状元街。
- 1913年－1917年 就读于塾师林宗鑑（俊俤）书斋（南公园琯前街）。
- 1917年－1923年 就读于扬光学校（鼓楼仙塔街）外国人办的学校。
- 1923年－1928年 受教于清光绪年间举人林舜年老师门下。同时攻读中医学。
- 1924年－1926年 师从陈宝菁（二俤师）学习鸣鹤拳及器械武功。
- 1926年－1941年 师从箫铄德老师和谢宗祥宗师深造鸣鹤拳法，并随师收徒授艺。此间与胞弟知行日间在下道街修自行车为生。
- 1928年 结婚
- 1942年－1945年 报考税务局并应聘，远离家乡辗转谋生。
- 1945年－1956年 与亲友融资经商。
- 1956年－1975年 公私合营后进入福州木材公司工作直至退休。
- 1975年－2002年 退休后开业从医。同时：整理、挖掘、撰写鸣鹤拳文史资料，发起联络鸣鹤拳各支流门派，互相学习，弘扬民间传统武术。

其中:
- 1982年 创建福州市鸣鹤拳研究会任名誉会长，任福州市武术馆副馆长，同时应邀传授日本，新西兰等国际弟子。
- 1985年 参加福建省武术代表团首次访问日本那霸市。
- 1986年 创建福建省鸣鹤拳研究会，并首任会长，福建省武术协会委员。
- 1990年 再次参加福建省武术代表团，访问日本浦添市。
- 1995年 应新加坡太极协会邀请，赴狮城访问。
- 2008年农历八月七日 逝世。